# Referèndum de 2010 del govern d'unitat nacional de Zanzíbar
El 31 de juliol de 2010 es va celebrar a Zanzíbar un referèndum sobre l'establiment d'un govern d'unitat nacional després de les eleccions d'octubre de 2010 a Tanzània. La proposta va ser aprovada i el partit perdedor de les eleccions va poder ser designat posteriorment com a Vicepresident Primer.